# Grabiszew (Zgierz)
Pour les articles homonymes, voir Grabiszew.
Grabiszew est une localité polonaise de la gmina et du powiat de Zgierz en voïvodie de Łódź.